# Sarsiflustra abyssicola
Sarsiflustra abyssicola is een mosdiertjessoort uit de familie van de Flustridae. De wetenschappelijke naam van de soort is voor het eerst geldig gepubliceerd in 1872 door Sars G.O..